# Каспійська вулиця (Київ, Дніпровський район)
Каспі́йська ву́лиця — зникла вулиця, що існувала в Дніпровському районі міста Києва, місцевість Микільська слобідка. Пролягала від вулиці Митрополита Андрея Шептицького до Набережно-Лівобережної вулиці.

## Історія
Вулиця виникла в середині XX століття під назвою Нова. Назву Каспійська отримала 1978 року. 
Ліквідована в 1980-ті роки у зв'язку зі знесенням старої забудови Микільської слобідки.